# Гьореле (квартал)
„Гьореле“ (на турски: Görele) е квартал в район „Бейкоз“ в Истанбул, Турция. Намира се в анадолската част на града и граничи с кварталите „Аджарлар“ на запад, „Ченгелдере“ и „Фатих“ на юг.